# Hisayoshi Suganuma
Hisayoshi Suganuma (菅沼 久義, Suganuma Hisayoshi) est un seiyuu japonais et membre de Aoni Production, né le 30 septembre 1979 à Tokyo

## Doublage
Rôles principaux en gras.
- Angel Tales : Gorou Mutsumi
- Beyblade G-Revolution : Eddie; Reporter C (ep 2)
- Bakuten Shoot BeyBlade 2002 : Gordo
- Beyblade : Eddy
- Bleach : Wonderweiss Margera
- Blue Gender : Joey Heald
- Bobobo-bo Bo-bobo : Pilot (ep. 2) et Beep
- DearS : No.2
- Kikaider : Kuya / Kaito
- Black Butler (Kuroshitsuji) : Fred Abberline
- La Corda d'Oro ~primo passo~ (Kin'iro no Corda) : Junnosuke Sasaki
- Magical Canan : Natsuki
- Midori Days : Arashi
- Monster : Detective Jan Suk (ep 43+)
- Naruto : Mizuki Toji (Young)
- Narutaru : Bungo Takano
- SD Gundam Sangokuden Brave Battle Warriors : Kakuka Virsago
- Sugar: A Little Snow Fairy : Wind Fairy (ep 16)
- Tactical Roar : Hyousuke Nagimiya
- Tenchi Muyo! GXP : Alien Comedians (ep 5); Kai Masaki; Operator A (ep 10); Ryoko's Crew A (ep 3); Ryoko's Operator (ep 11)
- Tegami Bachi : Connor Kluff
- Wind: A Breath of Heart : Makoto Okano
- Yu-Gi-Oh! Duel Monsters GX : Prince Ojin